# 人参三醇
人参三醇（Panaxatriol）是一种甾体化合物，分子式C
30H
52O
4，具有达玛烷骨架。气相色谱法分析人参总皂苷含量时，使用丁醇碱溶液水解人参皂苷，人参皂苷的水解产物之一为原人参三醇。人参三醇是前者羟基和烯键环合得到的同分异构体，同时也是标准加入法定量分析人参皂苷的标准物质。